# Nederlands paviljoen (Auschwitz)

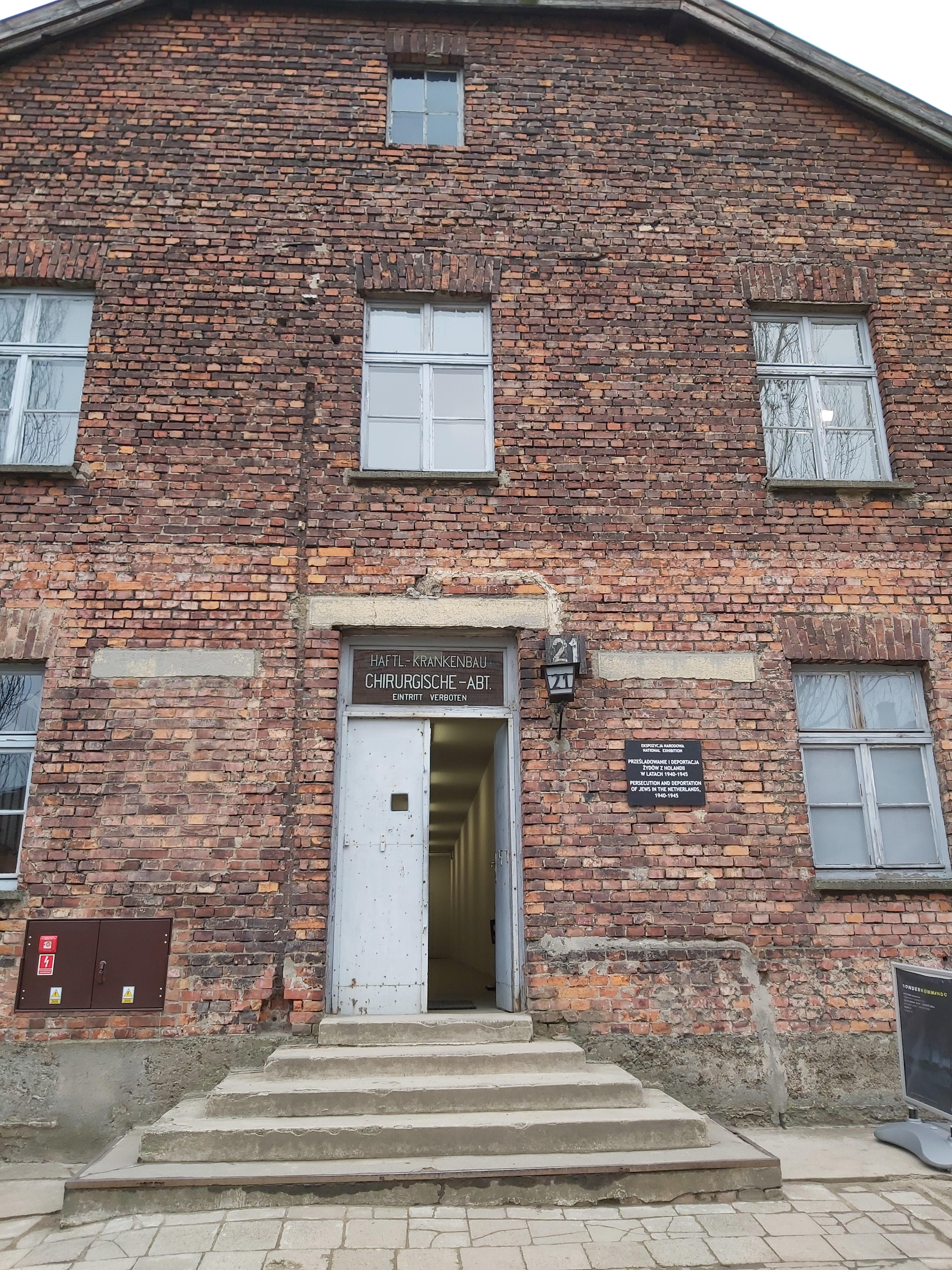
Ingang blok 21 waarin zich het Nederlands paviljoen bevindt

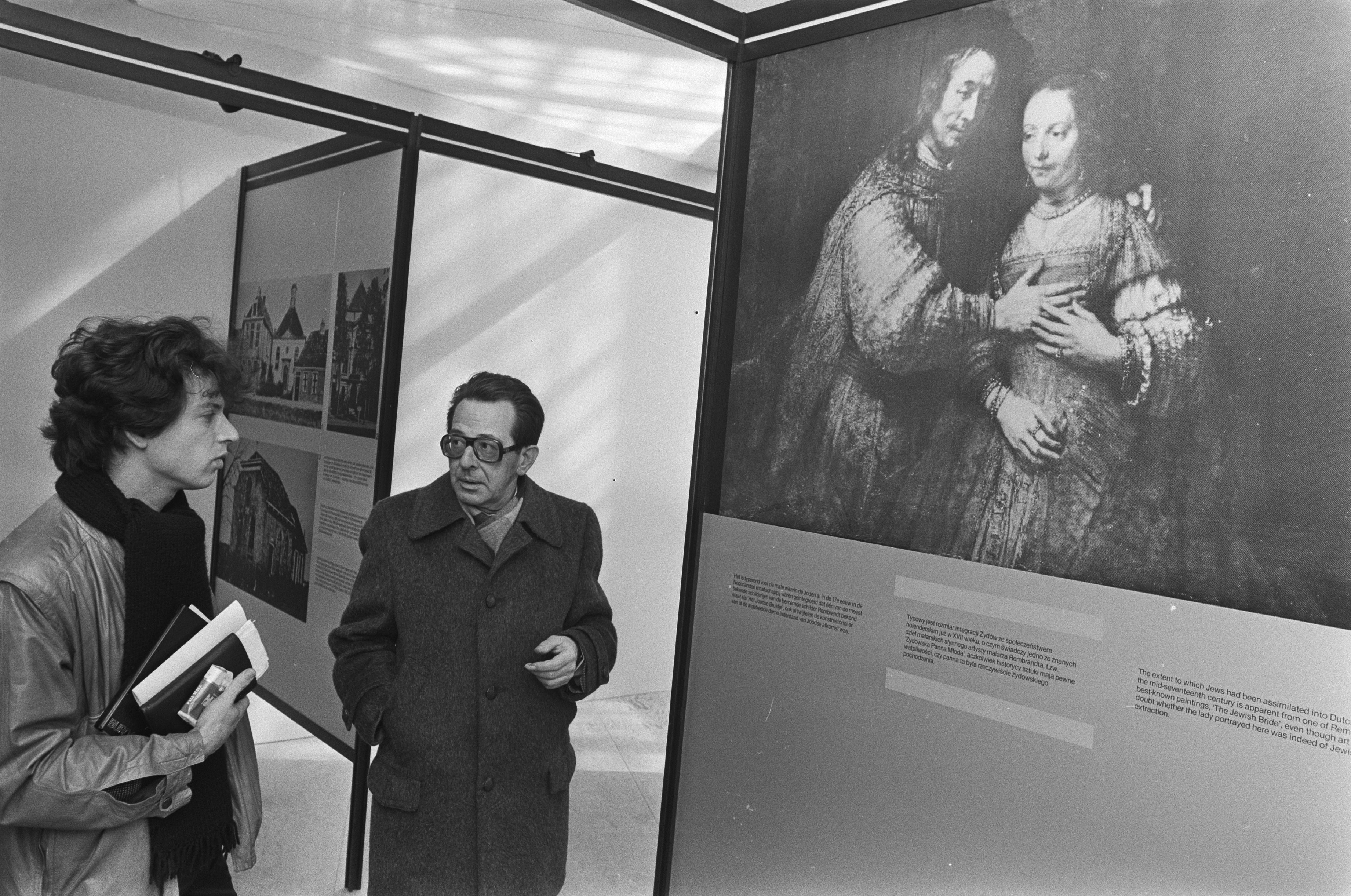
Auschwitztentoonstelling wordt aan de pers gepresenteerd in de Zuiderkerk in 1980. De tentoonstelling is daarna in Auschwitz geplaatst. Afgebeeld is het schilderij Het Joodse bruidje van Rembrandt.

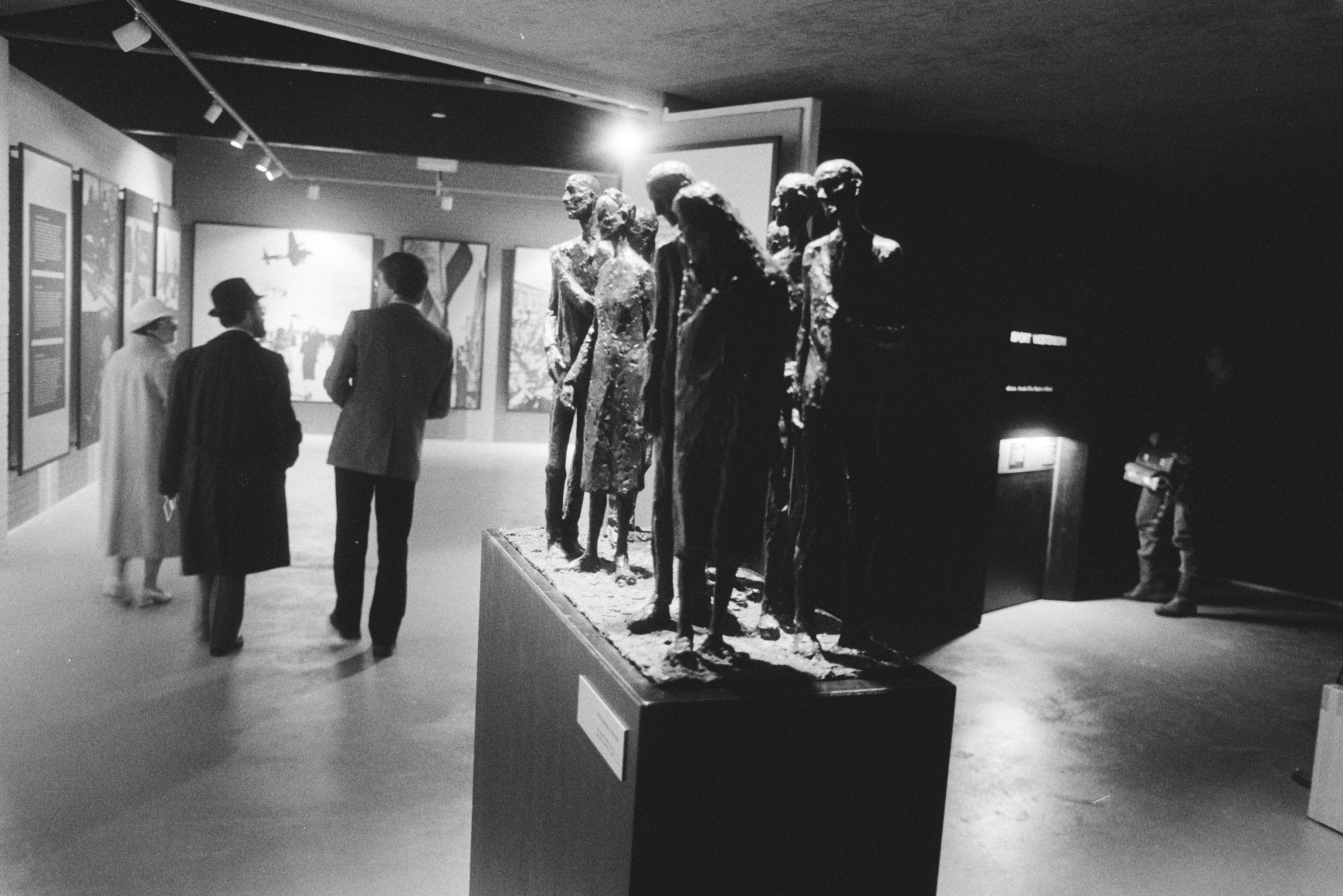
Opening van de replica van de tentoonstelling als herinneringscentrum Kamp Westerbork.

Het Nederlands paviljoen is een tentoonstellingsruimte in Staatsmuseum Auschwitz-Birkenau over de Jodenvervolging in Nederland. Het paviljoen werd in 1980 ingericht en staat onder verantwoordelijkheid staat van het Nederlands Auschwitz Comité. Het paviljoen bevindt zich in de bovenverdieping van blok 21 van Auschwitz I.. 

## Geschiedenis
De tentoonstelling is opgezet op verzoek van de Poolse overheid en het Nederlands Auschwitz Comité aan de Nederlandse regering. het Ministerie van Cultuur, Recreatie en Maatschappelijk Werk gaf Dick Elffers opdracht voor het ontwerp en Harry Paape van het RIOD de opdracht de tentoonstelling samen te stellen. De tentoonstelling kreeg de titel mee Driehonderd jaar Joden in Nederland. De tentoonstelling werd eerst tentoongesteld in de Zuiderkerk in Amsterdam en op 22 juni 1980 officieel in Auschwitz geopend door minister Til Gardeniers-Berendsen van CRM en Arie Pais van Onderwijs.
Na de opening werd door de Tweede Kamer besloten een replica van de tentoonstelling in Nederland op te zetten nabij Kamp Westerbork dat in 1983 resulteerde in Herinneringscentrum Kamp Westerbork.

## Renovatie
Op 26 april 2005 openden kroonprins Willem Alexander en prinses Máxima in het gerenoveerde Nederlandse paviljoen in Auschwitz de vernieuwde expositie over de vervolging en vernietiging van Joden uit Nederland. Het Ministerie van Volksgezondheid, Welzijn en Sport had het Nederlands comité verzocht een renovatie uit te voeren en een nieuwe tentoonstelling op te zetten. De opening werd bijgewoond door Nederlandse overlevenden van Auschwitz en de staatssecretaris van VWS, Clémence Ross-van Dorp. De expositie bevat tevens een namenwand met de namen van alle 60.000 in Auschwitz omgekomen Nederlanders.
Het werd door Carry van Lakerveld, Victor Levie en architectenbureau ROO vernieuwd en aangepast aan de huidige tijd. Het bestaat uit vier onderdelen:
- een impressie van het jodendom in het Nederland van voor de oorlog,
- de vervolging en deportatie,
- Nederlanders in Auschwitz aan de hand van ervaringen van enkele Joodse en niet-Joodse gevangenen en
- een afdeling 'Leven met de Shoah'.